# Кязымов, Тофик Самед Мансур оглы
Кязымов Тофик Самед Мансур оглы (14 января 1923, Баку — 2 августа 1980, Баку) — Азербайджанский театральный режиссер, актер и педагог, Народный артист Азербайджанской ССР (1974), лауреат Государственной премии Азербайджанской ССР имени М. Ф. Ахундова (1965), главный режиссер Азербайджанского национального драматического театра (с 1964).

## Жизнь и деятельность
Создание, развитие и становление лирико-психологической театральной школы в Азербайджане связано с именем Тофика Кязымова. Он сын выдающегося театрального деятеля и поэта Самеда Мансура. Самед Мансур был одним из руководителей театральных трупп ряда культурно-просветительских обществ Баку (например, «Ниджат», «Сяфа»).
Тофик Кязымов родился 14 января 1923 года в Баку и после получения здесь семилетнего образования (1939—1942) окончил театральное училище. Он участвовал в Великой Отечественной войне. Раненый в боях, он вернулся в 1943 году и начал работать актером в ТЮЗе. Исполнил роли Булуда и Амры в спектаклях «Малик Мамед» Эйюба Аббасова и «Ана» Абдуллы Шаига.
Тофик Кязымов погиб в автокатастрофе 2 августа 1980 года. Похоронен во II Аллее почётного захоронения в Баку..

## Творчество
Тофик Кязымов учился режиссуре в Москве в 1951—1952 годах.
Обладающий здоровым духом новаторства и современности Тофик Кязымов в качестве главного режиссера Академического национального драматического театра исполнил и подготовил произведения к спектаклю «Гамлета» Шекспира, «Ты всегда со мной, я не могу забыть» Ильяса Эфендиева, «Разрушенные дневники», «Мертвые» Джалила Мамедкулизаде, «Айдын» Джафара Джаббарлы", «Меч и перо» Мамеда Саида Ордубади, «Сказочная ведьма» Абдуррахим-бека Ахвердова и др.
Спектакль «Ты всегда со мной», который считается переломным в творчестве Тофика Кязымова, положил начало лирико-психологическому жанру в Национальном драматическом театре. Полные спектакли типа «Гамлета» (1968) украсили сцену Азербайджана.
Режиссерское творчество Мехти Мамедова (1918—1985) отличается реалистической монументальностью и широким диапазоном философской глубины. Первой работой, поставленной им в Национальном драматическом театре в 1946 году, стала постановка комедии Шекспира «Двенадцатая ночь». После некоторого перерыва Тофик Кязымов дал сценическую жизнь в различных жанрах: «Яшар» Джафара Джаббарлы (1947), «Учитель танцев» Лопе де Вега (1949), «Распавшийся союз» Абдуррахим-бека Ахвердова (1950), «Ревизор» Николая Гоголя, «Трактирщица» Карло Гольдони (1952), Наджаф бека Вазирова «Мы вышли из дождя, мы попали под дождь» (1955), «Пламя» Мехти Гусейна (1961), «Живой труп» Льва Толстого (1968), «Хайям» (1970) и «Дьявол» (1983) Гусейна Джавида, «Человек» Самеда Вургуна (1974), «Мешшанлар» Максима Горького (1975), «Безумный сбор» Джалиля Мамедгулузаде (1978).
В 1945—1951 годах учился режиссуре во Всесоюзном театрально-художественном институте в Москве. Будучи студентом, он подготовил пьесу Гасана Гасымова «Кюр сахилиндя» для спектакля в Агдамском государственном драматическом театре.
В 1951 году в качестве дипломного спектакля в Академическом национальном драматическом театре он поставил пьесу Гусейна Мухтарова «Аиля намусу» («Семья Аллы»). 25 апреля 1952 года главного режиссера направили в ТЮЗ, но спектакль там он не подготовил. 1 октября того же года в Академический театр он был принят на работу режиссером. 16 марта 1964 года в этот театр был назначен главным режиссером.
В 1958 году он был принят на работу на киностудию и работал режиссёром в фильме «Утро», снятом «Азербайджанфильмом». В том же году он подготовил в Русском драматическом театре спектакль «Заря Востока» Анвара Мамедханлы. В 1960 году он ушел с киностудии и вновь был принят на работу режиссером-постановщиком в Академический театр.
В 1960 году Тофик Кязымов поставил в Театре музыкальной комедии оперетту Тофика Гулиева «Золотоискатель» (драматург: Гасан Сеидбейли). Он поставил «Теневую гору» Мамедали Тарвердиева (1964) в Нахичеванском театре, «Девичья башня» Рзы Шахвалада (1961), «Странное дело» Шихали Гурбанова (1963), «Ядиндамы» Алтая Мамедова (1969) в Гянджинском театре.
Тофик Кязымов долгие годы преподавал актерское и режиссерское искусство в театральном институте. Написал монографии о народных артистах Агасадыге Герайбейли, Мамедали Велиханлы, Кязыме Зии, Алиаге Агаеве (совместно с Зафаром Нематовым), Исмаиле Османлы. Он автор пьес «Вызов», «В освещенных дорогах», «Рассвет», «Гочак Полад» и других пьес. Выступал в прессе с рецензиями и статьями, посвященными театральному искусству и различным спектаклям.
В качестве постоянного режиссера в академическом театре «Забавное происшествие» Карло Гольдони (1952), «Министр Ленкоранского хана» Мирзы Фатали Ахундзаде, «Севильская звезда» Лопе де Веги (1953), «Безумцы» (1963), «Васса Железнова» Максима Горького (1954), «Братья» Расула Рзы, «Странный человек» Назыма Хикмета (1956), «Ширванская красавица» Анвара Мамедханлы (1957), «Странная работа» Шихали Гурбанова, «Остров Красота и любовь» («Остров Афродиты», 1961), дал сценическую интерпретацию «Марии Тюдор» Виктора Гюго (1962), «Любимых ролей» Сабита Рахмана (1963). В качестве главного режиссера спектаклей Уильяма Шекспира «Антоний и Клеопатра» (1964), «Гамлет» (1968), «Буря» (1974), Ильяса Эфендиева «Ты всегда со мной» (1964), «Я не могу забыть». (1968), «Разрушенные дневники» (1969), «Голос из садов» (1975), «Мертвые» Джалила Мамедгулузаде (1966), «Без тебя» Шихали Гурбанова (1967), «Сказочная ведьма» Абдуррахим-бека Ахвердиева. (1969), «Министр ханумий» Бранислава Нушича (1970), «Ложь» Сабита Рахмана (1965), «Ветры» (1970), «После дождя» Бахтияра Вагабзаде (1971), «Золото» Ючина О’Нила. (1971), «Айдын» Джафара Джаббарлы (1972), «Сказка начинается» Имрана Гасымова (1973), «Сын» Александра Вампилова (1974), «Меч и перо» Мамеда Саида Ордубади, 1976, режиссёр сам), Магсуда Ибрагимбекова. «Надежда» (1976), «Человеческая комедия и/или Дон Жуан» Мирзы Ибрагимова (1977), «Потоп» Анатолия Сафронова, «Драгоценнее золота» Дмитрия Асенова (1977), «Господин Жордан и дервиш Мастали Шах» Мирзы Фатали Ахундзаде, к спектаклю были подготовлены пьесы Экрема Айлисли «Летящие ветки птиц» (1978), «Плоский холм», пьесы Тауфика аль-Хакима «Карихмиш Султан» (1980).

## Награды
- Медаль «За отвагу» (СССР) 6 ноября 1947 г.
- Заслуженный деятель искусств Азербайджанской ССР 6 октября 1961 г.
- Государственная премия Азербайджанской ССР имени М. Ф. Ахундова — 1965 (за пьесу «Антоний и Клеопатра» (Уильям Шекспир))
- Народный артист Азербайджанской ССР 1 июня 1974 г.[4]

## Фильмография
1. Утро (фильм, 1960)
2. Третий звонок (фильм, 2006)